# Sapiens?
 Sapiens? è un cortometraggio d'animazione del 2024 in tecnica mista composto da tre film musicali accompagnati da altrettante composizioni, ideato e diretto da Bruno Bozzetto.
Come il celebre film "Allegro non troppo" dello stesso Bruno Bozzetto, anche questo film adatta brani di musica classica in racconti visivi.
Con questo film Bruno Bozzetto si domanda se l'uomo sia veramente sapiente come suggerirebbe il suo nome scientifico, affrontando i temi della guerra, del rapporto e della violenza contro gli animali. 
I corti film sono accompagnati dai brani Un giorno di regno di Giuseppe Verdi, Etudes, op. 10 n. 3 di Fryderyk Chopin e dal Coriolano di Ludwig van Beethoven. Ciascuno dei tre corti è preceduto da un'introduzione di Bruno Bozzetto sul tema trattato per ogni film.
Ha vinto come miglior cortometraggio a Cartoons on the Bay 2024.